# Noailles (Marseille)
Pour les articles homonymes, voir Noailles.
Noailles (De l’occitan Noalhas) est un quartier du 1er arrondissement de Marseille situé en centre-ville, près de la Canebière.
Surnommé « le ventre de Marseille », Noailles est principalement connu pour son marché quotidien sur la rue du Marché-des-Capucins et ses nombreuses boutiques, parfois très anciennes. Noailles est aussi un centre de la communauté maghrébine Marseillaise. C'est un quartier sans centre social ni école primaire publique et dont le logement est très dégradé, 80 % des habitants y sont éligibles au logement très social.

## Toponymie
Le quartier doit son nom à la rue Noailles, créée en même temps que la Canebière, en 1666. Située entre le cours Saint-Louis et la porte des remparts, cette voie était alors habitée par des grandes familles qui lui donnent son premier nom, rue des Nobles.
Le constructeur de galères, Jean-Baptiste Chabert, y construit en 1679 un hôtel particulier qu'il loue à Jacques de Noailles, lieutenant des galères. Le nom de ce dernier reste attaché à la rue, à la place qui la prolonge et à la porte des remparts jusqu'à leur démolition. Il est encore celui du quartier.

## Situation
Le quartier, au sens du décret no 46-2285 du 18 octobre 1946, est compris dans un quadrilatère délimité par la Canebière, Le boulevard Garibaldi et le cours Lieutaud, La rue Jean-Baptiste Estelle, la rue Saint-Ferréol.

## Histoire

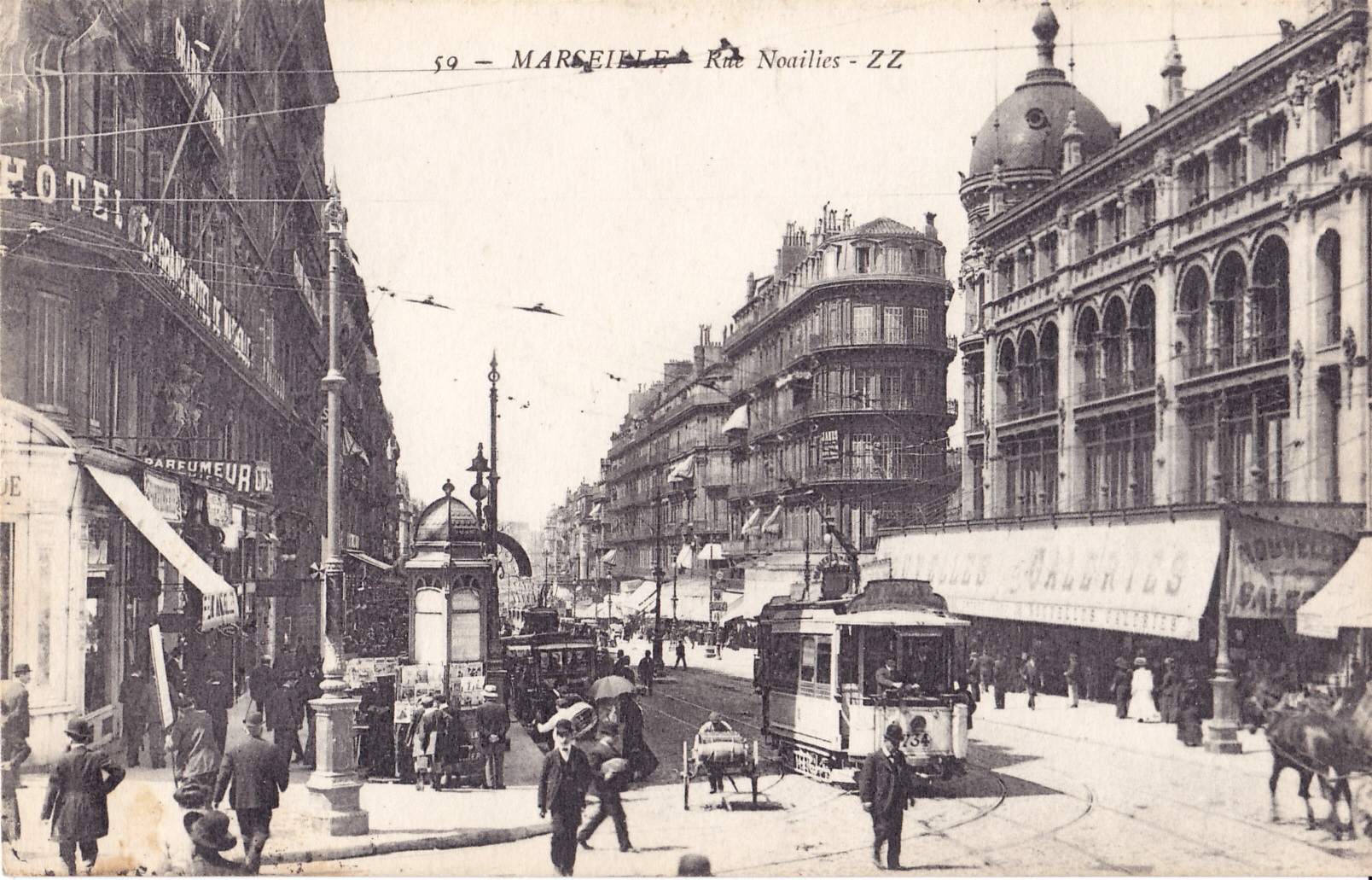
La rue Noailles en 1917.

L'histoire du quartier est surtout celle du couvent des Capucins et de la rue Noailles.
En 1665, les religieux de l'ordre mendiant des Capucins installent leur couvent sur des terrains achetés en 1579 par Catherine de Médicis à l'emplacement de l'actuel marché des Capucins. En 1791, le couvent est déclaré bien national, les religieux sont expulsés, les bâtisses et terrains allotis et vendus. De leur présence, il ne reste que les noms du marché des Capucins et de la rue Longue-des-Capucins.
La rue Noailles est une rue aristocratique jusqu'à la fin du XVIIIe siècle. Outre l'Hôtel de Noailles, on y trouve deux autres belles demeures du XVIe siècle : l'hôtel de Manse (ensuite hôtel de Mazargues) et l'hôtel Mirabeau que Jean-Antoine Riqueti de Mirabeau fait construire quand il vend sa maison de la place de Lenche. La rue devient ensuite bourgeoise, accueillant un commerce élégant après la Révolution.
Avec le développement de la circulation, les riches commerçants s'installent rue Saint-Ferréol et la rue Noailles devint populeuse et très encombrée. La municipalité décide alors d’entreprendre son élargissement aux dimensions de la Canebière, ce qui entraîne la disparition de la rue et la démolition des beaux immeubles du XVIIe siècle situés sur le côté droit. Les travaux commencent en 1860.
Dans les années 2000, Noailles est un quartier populaire qui compte de nombreux habitants d'origine immigrée. Il est à ce titre inclus au sein d'un des plus vastes quartiers prioritaires de France, s'étendant sur une grande partie du centre de la ville, avec un taux de pauvreté de 51 %. On y trouve aussi des immeubles insalubres et des constructions délabrées, comme en témoigne l’effondrement mortel de deux immeubles de la rue d'Aubagne en novembre 2018. Début 2019, certains immeubles de la rue de la Palud sont préventivement démolis, et certains immeubles du Domaine Ventre évacués.
En 2022, la ville envisage la piétonnisation et la végétalisation du quartier de Noailles.

## Culture locale et patrimoine

### Musées
- Le mini-musée exclusif à l'Hôtel Saint-Louis retrace les grandes époques de la ville de Marseille. Les clients de l'hôtel peuvent avoir accès à une centaine de photographies et documents de 1850 à 1930[9].
- La Galerie des transports, musée retraçant l'histoire des transports urbains de Marseille au cœur de la Gare de Noailles[10]. Il ferme après la réouverture du tramway.

### Espaces culturels
- Daki Ling ou Le Jardin des Muses, salle de spectacles à tendance clownesque ouverte en 2001. Lieu de l'ancien monastère des augustins bâti en 1258 transformé en entrepôts au XVIe siècle.
- Le théâtre Mazenod, l'une des plus anciennes salles de spectacle ouverte depuis 1934. Lieu de passage des plus grands acteurs et chanteurs du XXe siècle.
- MCE (Musique, Conte, Etc.) Productions L'éolienne, salle de spectacle qui accueille des musiciens et des ateliers de lecture. Créée en 1997, elle s'implante en 2008 à Noailles.
- Arteka Tremplin artistique, association culturelle qui encourage les initiatives artistiques.
- Le restaurant-Cabaret "La Payotte".
- La Corderie, école d'Art qui enseigne la pratique du Shibari.
- La Fabulerie, fabrique numérique et tiers-lieu culturel installée boulevard Garibaldi dans l'ancien Hôtel Astoria depuis 2017. L'association propose des formations sur la création d'expériences numériques et anime des ateliers[11].

### Animations culturelles
- Le marché des Capucins, dit "le Ventre de Marseille", fondé en 1956 sur une place situé sur le terrain de l'ancien couvent des Capucins. Environ trente étals de fruits et légumes six jours sur sept.
- Collectif Vélos en Ville, 24 rue Jean-Pierre-Moustier, association bénévole au service des cyclistes de Marseille depuis 1996. Atelier solidaire de réparation de vélo six jours sur sept, vélo-école, événementiels, plaidoyer, etc.

### Lieux d'enseignement
- École privée catholique Perrin Sainte-Trinité, fondée en 1911 par l'abbé Fouque.
- École Technique privée de soins esthétiques et de coiffure Jeanne Michaud.
- Académie internationale de Langues, formations en langues pour tous les niveaux.
- École Internationale de Langues de Marseille, école de français.

## Patrimoine architectural

### Immeubles historiques et hôtels particuliers
- La gare de Noailles ou Gare de l'Est, située en haut de la rue du Marché-des-Capucins, est à l'origine une halle construite en 1837. Convertie en 1887 en bourse du travail, on l'appelle « vieille bourse du travail » depuis l'ouverture de la nouvelle bourse du travail de Marseille. Elle est le siège de l'union départementale du syndicat Force ouvrière. La Compagnie de la gare de l'Est y installe en souterrain la première ligne de tramway, mise en service le 23 décembre 1893. Elle donne aujourd'hui accès à la station Noailles du métro et du tramway ainsi qu'à la Galerie des transports, un petit musée qui retrace l’histoire des transports marseillais. L'ancien tramway, no 68, est supprimé en 2004 et remplacé en 2008 par la ligne 1 du tram. L'écrivain Marcel Pagnol l'évoque dans son ouvrage Le tram partait de la Gare de l'Est : « Le tunnel, vaguement éclairé par des lumignons dans des niches, n'était composé que de courbes et de virages : après un quart d'heure de grincements et de cahots, nous sortîmes des entrailles de la terre, juste au début du boulevard Chave, à 300 mètres de notre point de départ... Mon père nous expliqua que cet ouvrage singulier avait été commencé par les deux bouts, mais que les équipes terrassières, après une longue et sinueuse flânerie souterraine, ne s'étaient rencontrées que par hasard ».

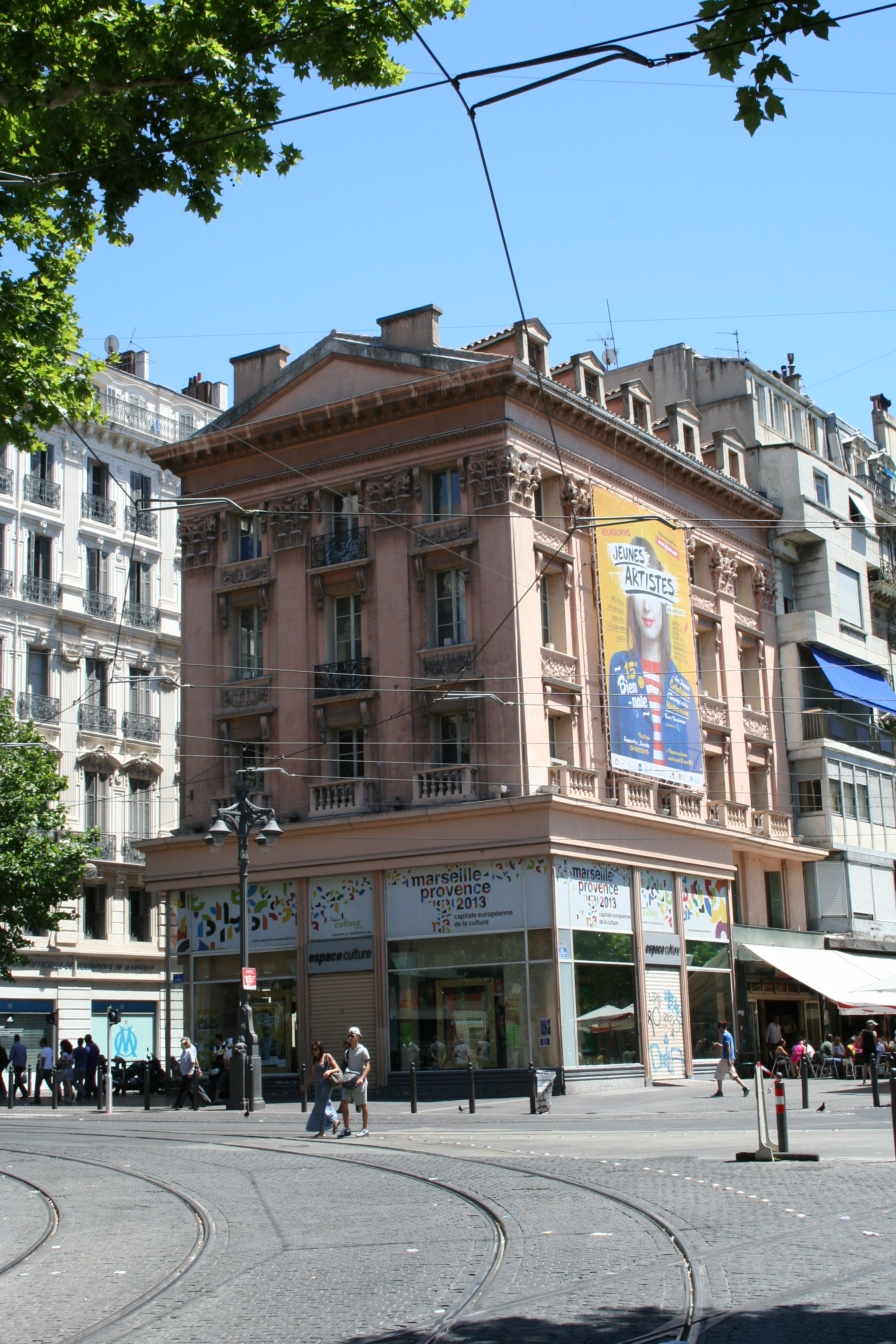
Maison du Figaro, 42 la Canebière.

- La Maison du Figaro conçue par l'architecte Pierre Pavillon et réalisé par Jean-Claude Rambot en 1675. Hôtel particulier classé au titre des monuments historiques depuis 1949. La Ville de Marseille l'achète en 1993 pour y installer des services de communication dont la revue culturelle Marseille. Elle est occupée par l’Espace Culture de 1976 à 2015 puis par les bénévoles de Marseille Capitale Européenne du Sport[12]. Elle devient pour l’année 2020 le quartier général de la biennale d’art européenne itinérante Manifesta.
- Le Grand Hôtel de Noailles, situé à l'angle de la Canebière et du boulevard Garibaldi est dû à l'architecte Pierre Marius Béranger. Il ouvre en 1865. Il accueille Richard Wagner en 1866, le duc d'Édimbourg et Maupassant en 1880, Gandhi en 1931. La plupart des responsables politiques du Parti républicain, radical et radical socialiste réunis en congrès au parc Chanot logent à l'hôtel Noailles, alors que les Nouvelles Galeries, grand magasin situé en face de l'hôtel sont détruites par un incendie le 28 octobre 1938. L'hôtel est racheté en 1935 par une banque et ferme en 1979.
- Le Grand Hôtel de Marseille, situé au 62-66 la Canebière, a ouvert en 1863 sur l'emplacement de l'hôtel particulier loué à Jacques de Noailles en 1679. Le Grand Hôtel ferme dans les années 1960 et devient le commissariat central de Marseille en 2004[13].
- Le cabaret et mélodie-bar ou Le fou chantant en 1937 au sous-sol du Grand Hôtel de la Canebière. Lieu de composition pour Charles Trenet avec les chansons "Y'a de la joie, Je chante ou Fleur bleue".
- L'hôtel Saint Louis construit à la fin du XIXe siècle, façade avec fronton d'époque Empire. Label Clef Verte pour son engagement dans le tourisme durable.
- Depuis 2019, un hôtel 4 étoiles occupe les immeubles haussmanniens de l'îlot des Feuillants délimité par la Canebière, la rue des Feuillants et la rue Longue des Capucins. Il se situe sur l'emplacement de l'ancien couvent masculin des Feuillants du XVIIIe siècle.
- La maison de Pierre Puget construite en 1681, cas de pan coupé du XVIIe siècle au 25 rue de Rome. Restauration en 2017. Une fontaine construite en 1685 se trouvait devant la maison mais est remplacée par une colonne surmontée du buste de Pierre Puget en 1801.
- La maison natale du peintre Adolphe Monticelli au 6 rue Longue des Capucins. Né en 1824, il est l'inspirateur de Van Gogh.
- "La Quique", seule enseigne restante des 18 pavillons de fonte construits en 1847 par Pascal Coste sur le cours Saint-Louis et abritant des vendeurs de fleurs. Cette dénomination évoque le souvenir d'une bouquetière célèbre, Joséphine Nicoli, dite "La Quique".
- La Maison Empereur, la plus vieille quincaillerie de France fondée en 1827. Médaille de la ville en 2019.
- L'herboristerie du Père Blaize fondée en 1815 par le guérisseur Toussaint Blaize. Aujourd'hui devenu pharmacie-herboristerie, sa réputation s'est forgé autour des vertus de la phytothérapie.
- Le photographe Nadar a vécu au 21 rue de Noailles à la fin de sa vie, où il a installé son atelier[14].

Noailles abrite un très grand nombre de commerces d'alimentation (fruits et légumes, boucheries, poissonneries, aliments et épices exotiques...) et de produits orientaux ou africains (artisanat, tissus, ...), notamment rue du Marché-des-Capucins, rue Longue-des-Capucins, rue d'Aubagne et rue halle de la Croix. Certaines boutiques du quartier sont très anciennes, notamment l'herboristerie du Père Blaise, rue Méolan depuis 1815, et la quincaillerie Empereur créée en 1827 rue d'Aubagne.

### Édifices religieux

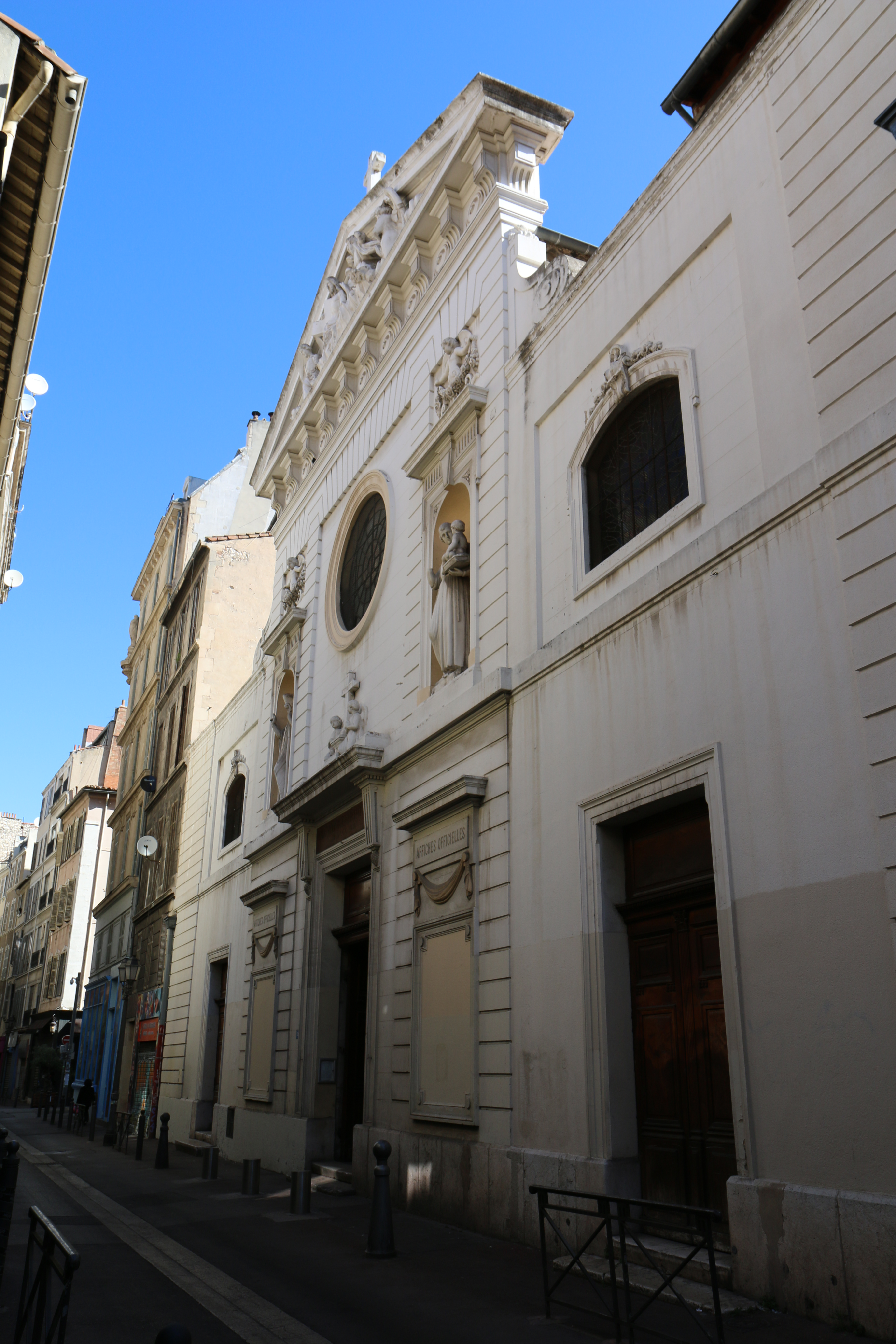
Façade de l'église de la Trinité-La Palud, 35 rue de la Palud.

- L'église de La Trinité-La Palud, édifiée en 1829 sur l'ancien couvent des Trinitaires au no 35 de la rue de La Palud.

### Monuments et œuvres urbaines
- La statue de la Paix du sculpteur Joseph Chinard sur la place du marché des Capucins posée en 1802. Elle est enlevée en 1809 et réinstallée en 1984. Elle commémore la paix d'Amiens entre le Royaume-Uni, la France, l'Espagne et la République batave.
- La statue de Saint Eloi, le protecteur de l'Orfèvrerie Gaudin rue Francis-Davso. Reconstruction de l'Orfèvrerie après les bombardements américains de mai 1944.
- Le monument à Homère, fontaine d'Étienne Dantoine de 1837. Colonne antique originaire de la crypte de l'abbaye Saint Victor sur la placette reliant la rue Jean-Pierre-Moustier et la rue d'Aubagne, renommé officieusement place du 5 novembre en hommage aux victimes de l’effondrement de trois immeubles voisins rue d'Aubagne, le 5 novembre 2018[15].
- La colonne de Pierre Puget surmontée du buste de Pierre Puget par Étienne Dantoine en 1801, érigée devant la maison de Pierre Puget à l'angle de la rue de Rome et de la rue de la Palud.

### Rues principales
- La Canebière, limite Nord.
- Le Cours Saint Louis.
- Le Cours Lieutaud, limite Est.
- La rue d'Aubagne.
- La rue de Rome.
- La rue de l'Académie.
- La rue de Château Redon.
- La rue Jean Roque.
- La rue du Marché des Capucins.
- La rue Jean-Pierre-Moustier.
- La rue Saint-Ferréol, limite Ouest.
- La rue Jean-Baptiste Estelle, limite Sud.

## Lieux remarquables disparus
- Le couvent des Trinitaires  rue de la Palud, construit à partir de 1688 dans la ville nouvelle décidé en 1666 par Louis XIV. Bien national, il est mis en vente en 1792 et démoli en 1794. Sur son emplacement sont ensuite construits la nouvelle église de La Trinité-La Palud et le Domaine Ventre. Le précédent couvent des Trinitaires se situait dans la ville ancienne, il en subsiste le clocher rue de la vieille Tour.
- Le monastère des Capucins, sur des terrains achetés par Catherine de Médicis, construit en 1616 à l'emplacement de l'actuel marché des Capucins. À la fin du XVIIIe siècle, il comprend une collection d'histoire naturelle, un jardin botanique, une pharmacie et une fabrique de draps. En 1791, les religieux sont expulsés et le couvent devient bien national.
- La Maison Conver, fabrique de cartes à jouer, créée au 7 rue Noailles en 1780 par Mathieu Conver (1746-1804), fabricant de cartes à jouer, auquel succédera son fils, Nicolas Conver (1784-1833)[16].
- Le cinéma Le Fémina ou Le Rialto inauguré en 1910. La plus grande salle de la région qui devient un cinéma en 1928. Le lieu héberge un magasin de vêtements jusqu'en 2017.
- La Halle Delacroix, ancien marché aux poissons située entre la rue Vacon et la rue Rouvière, construite en 1803 à l’emplacement d’une ancienne salle de spectacle. Elle est due au préfet de Marseille Charles-François Delacroix. Le nom de la halle est un hommage du préfet Thibaudeau à son prédécesseur. À La Restauration le nom est effacé du fronton de la halle, Charles-François Delacroix alors député de la Marne ayant voté la mort de Louis XVI. Il remis à l’honneur après la Révolution de 1830[17]. Le maire socialiste Henri Tasso  fait reconstruire le marché en 1937. Considérée comme insalubre 1981, il est rasé en 1981 sous la municipalité de Gaston Defferre[18].
- La taverne Charley ouverte en 1933. Repaire de Simone de Beauvoir et lieu de séries d'arrestations de résistants par la Gestapo en 1943.

## Galerie

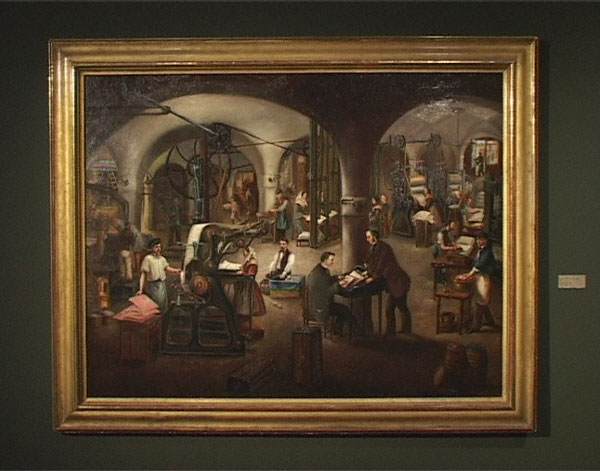
"La fabrique Camoin de la rue d’Aubagne" (en fait fabrique Levenq, avant Camoin) 1861 – tableau de V. Cornis restauré par Suzanna Guéritaud
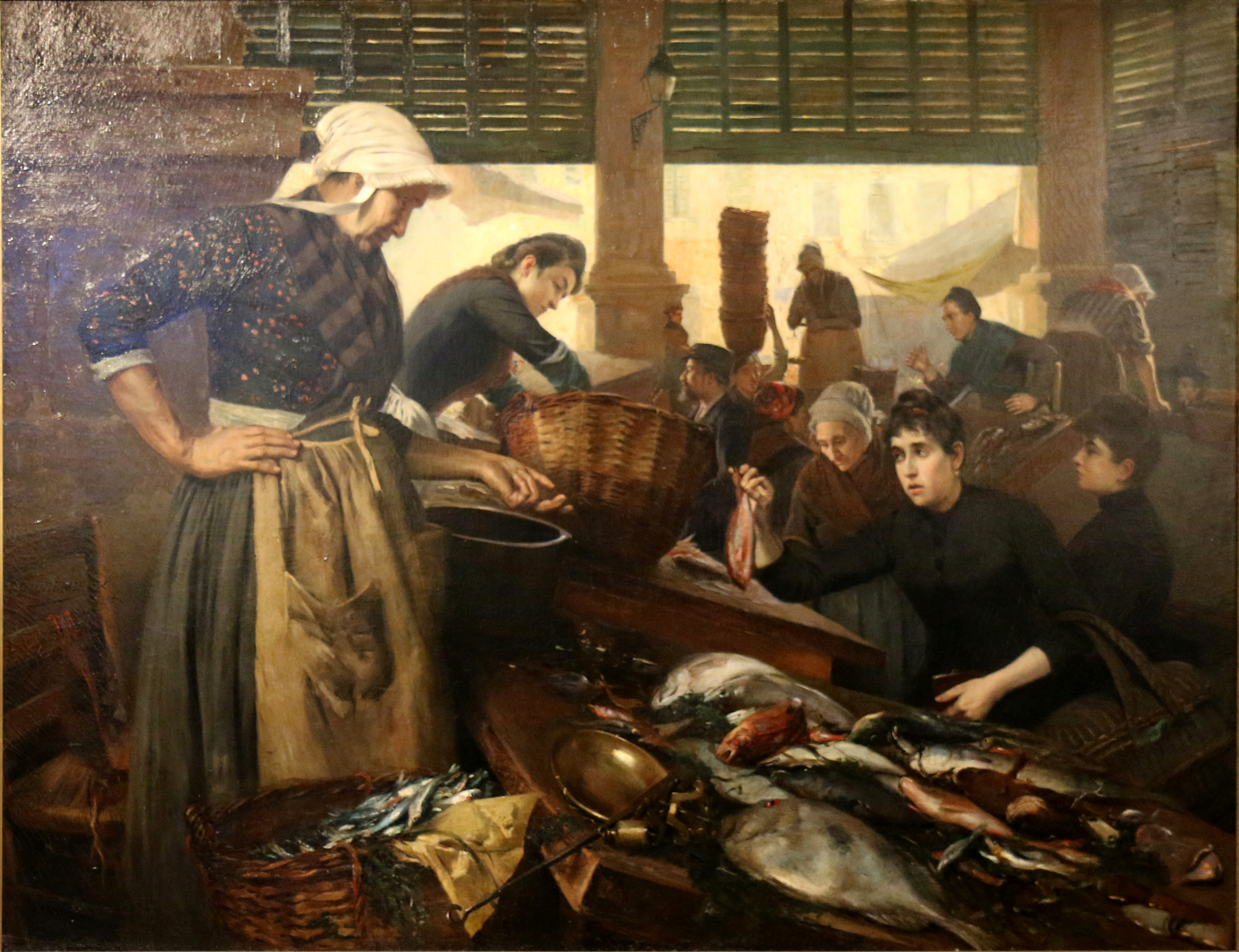
Tableau d'Edouard Crémieux représentant Les poissonnières aux Halles Delacroix à Marseille, Musée d'histoire de Marseille.
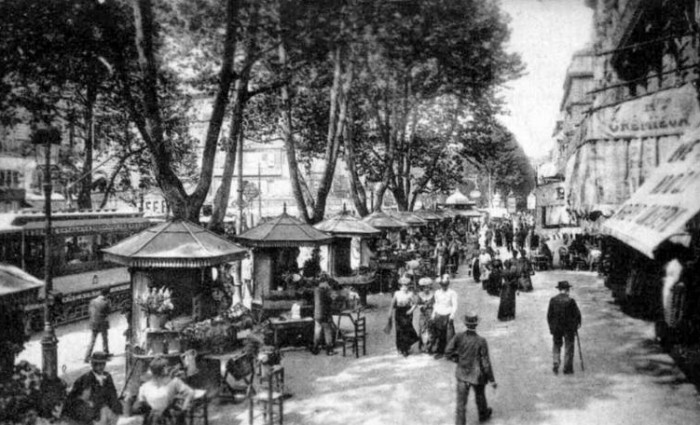
Les bouquetières du Cours Saint-Louis, Marseille.
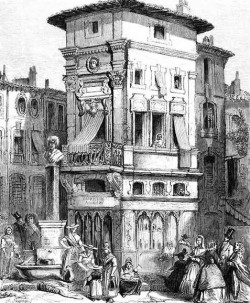
Gravure de la maison de Pierre Puget.
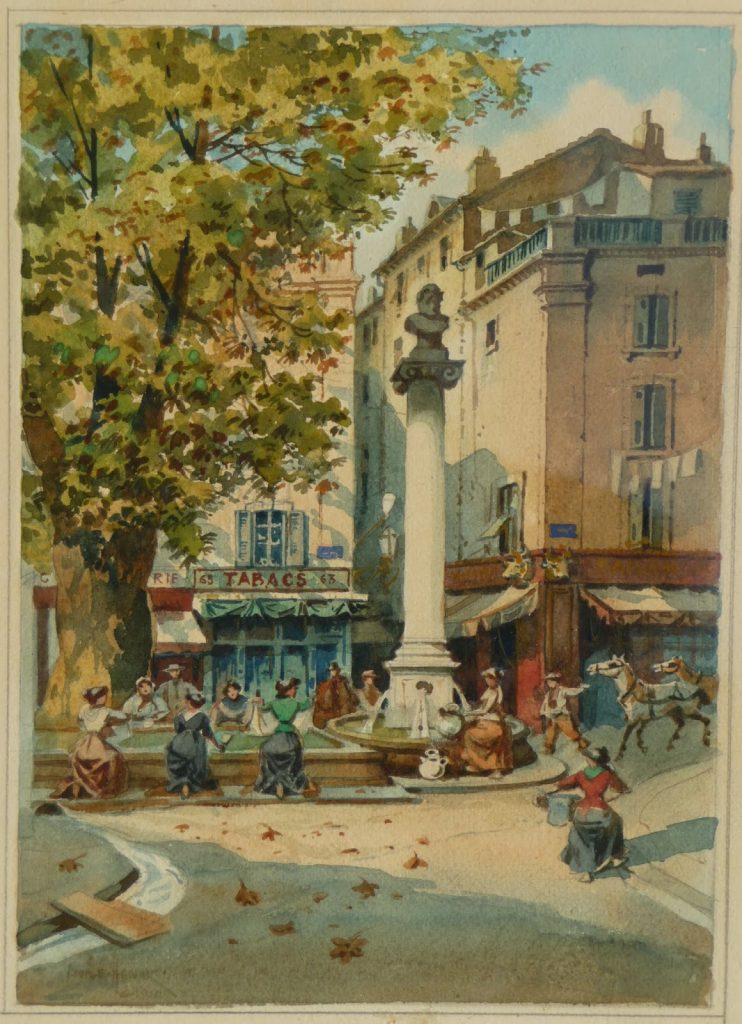
Émile Henry, La Place d’Aubagne, aquarelle, fin XIXe siècle.
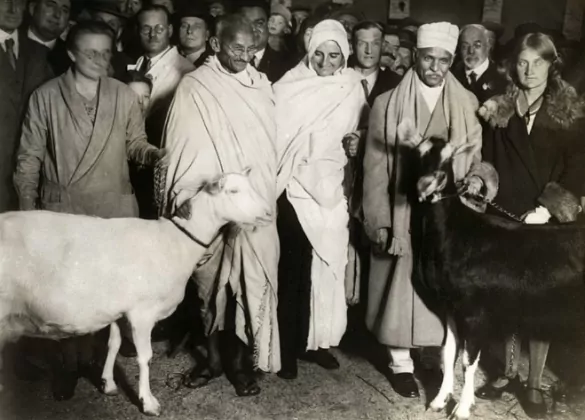
Gandhi en visite à Noailles, 1931.